# فاروق شافعي
فاروق شافعي (ولد في 23 يونيو عام 1990 في الجزائر) هو لاعب كرة قدم جزائري يلعب حاليا مع نادي ضمك .

## مع النادي
في صيف عام 2010 ، ترك صفوف ناشئة نادي مولودية الجزائر وانضم إلى اتحاد الجزائر, ووقع عقدا لأربع سنوات مع النادي.
في كانون الأول / ديسمبر 25, 2010, بدأ حياته المهنية لأول مرة مع اتحاد الجزائر في مباراة في الدوري ضد شبيبة القبائل. ولعب المباراة بأكملها، حيث خسر اتحاد العاصمة 1-0.

## المسيرة الدولية
في 16 تشرين الثاني, 2011, تم اختياره كجزء من تشكيلة الجزائر في بطولة أفريقيا تحت 23 سنة لكرة القدم 2011 في المغرب. في آب / أغسطس 8, 2012, تم استدعاؤه من قبل مدرب الجزائر وحيد خليلهودزيتش لمدة 10 أيام المعسكر التدريبي للاعبين المحليين. واستدعي بعد بضعة أسابيع إلى منتخب الجزائر الوطني لأول مرة في تصفيات كأس الأمم الأفريقية لكرة القدم 2013 ضد منتخب ليبيا لكرة القدم.

## إنجازات

### الأندية
اتحاد الجزائر
- الرابطة الجزائرية المحترفة الأولى (2): 2013-14، 2015-16
- كأس الجزائر (1): 2013
- كأس السوبر الجزائري (2): 2013, 2016
- البطولة العربية للأندية (1): 2013

## وصلات خارجية
- DZFoot الشخصي
- فاروق شافعي على موقع قاعدة بيانات كرة القدم.إي يو (الإنجليزية)
- فاروق شافعي على موقع ناشيونال فوتبول تيمز (الإنجليزية)
- فاروق شافعي على موقع Soccerway.com (الإنجليزية)
- USM-Alger.com الملف الشخصي نسخة محفوظة 3 أكتوبر 2011 على موقع واي باك مشين.